# 時刻表昭和史
『時刻表昭和史』（じこくひょうしょうわし）は、紀行作家の宮脇俊三が1980年6月に発表した随筆、紀行文。『時刻表2万キロ』『最長片道切符の旅』などとともに、彼の代表作と評価されている。また、宮脇が最も愛着を持っていた作品でもある。
作品は当初、米坂線今泉駅前で玉音放送を聞いた時の話で終結していたが、1997年5月に戦後直後の話が加筆増補され、『増補版 時刻表昭和史』として再発表された。

## 作品概要
この作品は、著者が自分の少年・青年時代の体験をもとに、昭和戦前から戦中にかけての時刻表掲載の鉄道ダイヤ変換の歴史と同時代の歴史をたどったものである。
少年期では、昭和前期のサービス精神にあふれた国鉄（特別急行列車「燕」、「富士」、「櫻」、無追加料金の準急列車など）の様子が、山手線・急行列車に乗るなどの経験を通して説明されている。
作品後半部分になると、日本が太平洋戦争の体制に入り徐々に深刻な情勢になっていく様子が、列車の運転本数削減と、その中での作者の体験などを通して説明されている。
著者の父、宮脇長吉が軍部の専横に反対した自由主義政治家であったことから、父の苦悩や軍人との対立を描くなど、ただの鉄道史に終わっていないのが大きな特徴である。
交通図書賞を受賞した。累計発行部数は15万部（2015年8月時点）。

## 増補版について
増補版では、戦後初期の国鉄が徐々に立ち直っていく様子が、列車本数の増加などをもとにして描かれている。また、戦後の国内情勢が不安定であることもあわせて記されている。戦争後数年を経過して日本が戦争から復興していき、作者が自らの進路を決めようとする中で本書は終わっている。
作者の宮脇は当初、鉄道における終戦は1945年8月15日の玉音放送時ではなく、石炭事情の悪化による1947年の減量ダイヤを経て、改善の兆しを見せた1948年のダイヤ改正の頃ととらえ、そこまで記すつもりであったが、米坂線のところを書いたところでその先を書く意欲が失われたという。しかし先を書きたいという気持ちは残っており、その17年後、一時絶版となっていた『時刻表昭和史』を増補版として再刊する際、念願がかなったと述べている。

## 構成
- 第1章 山手線 ― 昭和8年

幼年期の山手線渋谷駅周辺の様子と、山手線に試乗した時の様子が書かれる
- 第2章 特急「燕」「富士」「櫻」 ― 昭和9年

時刻表に接触し特急「燕」への関心を抱いたとき、それに丹那トンネル開通直後に熱海市で特急列車を見て、更に同トンネルを通過するときの様子を書く
- 第3章 急行5列車下関行 ― 昭和10年

香川県の父母の実家を、東海道本線・山陽本線急行列車の二等寝台車を使用して訪れる時の様子を書く
- 第4章 不定期231列車横浜港行 ― 昭和12年

二・二六事件の時の電車通学、昭和10年代初期の房総西線（今の内房線）海水浴列車、それに父（宮脇長吉）の洋行（海外旅行）の見送りで盧溝橋事件直後に横浜港へのボート・トレイン（航路接続列車）に乗った時の様子を書く
- 第5章 急行701列車新潟行 ― 昭和12年

姉の嫁いだ新潟へ母と行くため乗った急行列車で、上野駅から昭和6年に開通した清水トンネルに入るまでを書く
- 第6章 御殿場線907列車 ― 昭和14年

旧制中学校の軍事教練で、富士山の裾野（今の御殿場市）にある軍事演習場（今の陸上自衛隊駒門駐屯地）に行って教練を受ける様子を書く
- 第7章 急行601列車信越本線経由大阪行 ― 昭和16年

戦時体制で旅行が禁止される中、父と夏休みに黒部峡谷の日本電力専用鉄道（黒部峡谷鉄道）へ乗りに行くときの様子を書く
- 第8章 急行1列車稚内桟橋行 ― 昭和17年

太平洋戦争初期に、選挙に落選した父と北海道富良野市の鉱山を訪れるが、その途中の列車内で父と陸軍の将校が口論になる様子を書く
- 第9章 第1種急行1列車博多行 ― 昭和19年

列車が削減される中、関門鉄道トンネルを通るために九州へ第1種急行（昭和18年7月に特急列車を改称）1列車（元：「富士」）で向かい、秋吉台などを見る様子を書く
- 第10章 上越線701列車 ― 昭和19年

勤労動員の様子と、100km以上の切符を購入するためには旅行証明書が必要になった状況下で、谷川岳麓の山荘へ友人と向かう様子を書く
- 第11章 809列車熱海行 ― 昭和20年

初期の空襲の時の様子と、ミカンの買出しで湯河原町へ向かう途中、空襲警報が鳴って車内待避をさせられる様子を書く
- 第12章 上越線723列車 ― 昭和20年

東京大空襲の時の様子と、疎開で新潟県村上市へ向かう時の様子を書く
- 第13章 米坂線109列車 ― 昭和20年

8月に父と疎開先の村上から山形県大石田町にある鉱山へ向かい、その帰りに今泉駅で玉音放送を聞いたときの様子を書く

増補版で追加された分
- はじめに

終戦前後の鉄道の事情について書く
- 第14章 上越線708列車 ― 昭和20年9月

終戦直後、夜行列車で東京へ向かったときの様子を書く
- 第15章 弘前駅、一ノ関駅 ― 昭和20年秋

終戦直後に村上から東北へ旅行して、弘前駅と一ノ関駅で夜を明かしたときの様子を書く
- 第16章 熱海にて ― 昭和21年

熱海の家に住む事になり、東京との間を往復したときの様子を書く
- 第17章 松江へ ― 昭和22年8月

義兄の赴任していた松江市へ東京から向かうときの様子を書く
- 第18章 東北本線103列車 ― 昭和23年4月

大学の友人と、その1人の実家がある東北の三本木へ向かうときの様子を書く

## 書誌情報
出版元の名称は出版当時のものである。
- 角川選書 角川書店 1980年7月 ISBN 9784047031005[4]
- 角川文庫 角川書店 1987年7月 ISBN 9784041598047[5]

増補版
- 単行本 角川書店 1997年8月 ISBN 9784048834810[6]
- 角川文庫 角川書店 2001年6月 ISBN 9784041598085[7]
- 角川ソフィア文庫 KADOKAWA 2015年4月 ISBN 9784044094829[8]
- 「時刻表昭和史 完全版」中公文庫 中央公論新社 2023年6月。ISBN 9784122073821

- 宮脇俊三鉄道紀行全集 第2巻にも収録[9]角川書店 1999年1月。